# Ryoma Watanabe
Ryoma Watanabe (渡邊 凌磨 Watanabe Ryoma?), född 2 oktober 1996 i Saitama prefektur, är en japansk fotbollsspelare.
Watanabe började sin karriär 2017 i FC Ingolstadt 04. 2018 flyttade han till Albirex Niigata. Han spelade 28 ligamatcher för klubben. 2020 flyttade han till Montedio Yamagata.